# Chauve-souris argentée
Lasionycteris noctivagans
Genre
Espèce
Statut de conservation UICN

 LC  : Préoccupation mineure
La Chauve-souris argentée (Lasionycteris noctivagans) est une chauve-souris de la famille des Vespertilionidés. Elle est la seule espèce du genre Lasionycteris.  Cette chauve-souris de l'Amérique du Nord est présente au sud du Canada ainsi que pratiquement dans tous les États-Unis.

## Statut de conservation au Canada et Québec
La chauve-souris argentée a trois statuts de conservation différents. Son statut de l'UINC (Union Internationale de la Conservation pour la Nature) n'a pas été mis à jour depuis 2018. Pourtant, l'espèce a vécu une grande chute de population, entre autres, due aux éoliennes . Son statut de conservation pour le gouvernement du Québec est : "espèce à risques modérés d’extinction ou d’extirpation" . Pour le Canada, la COSEPAC (Comité sur la situation des espèces en péril au Canada) a fait une dernière évaluation en mai 2023 et a déterminé que le statut de la chauve-souris argentée est "en voie de disparition".

## Comportement
La chauve-souris argentée est une espèce migratrice. Elle hiverne dans les arbres morts, les mines désaffectées et cavernes du sud des États-Unis. Elle migre vers le nord en mai et retourne vers le sud en août-septembre.